# 福知山站
福知山站（日语：／ Fukuchiyama eki */?）是位於日本京都府福知山市的鐵路車站，為西日本旅客鐵道（JR西日本）與北近畿丹後鐵道（KTR）共用的鐵路車站，也是北近畿鐵道網的中心車站。

## 車站構造

### JR西日本
島式月台2面4線與側式月台1面1線，合計3面5線月台的高架車站。5號月台為側式月台，1、2號月台與3、4號月台為島式月台。1、2號月台曾為長距離特急列車的遺蹪，月台長度長達230米。
閘口位於1樓，並未引入自動閘機（有人剪票）。高架化的同時，全部月台均設置了扶手電梯（只限上行）與升降機。
福知山線從本站至篠山口之間，長達48.1公里路段為單線。山陰本線從本站至綾部站為複線、往伯耆大山站為長達229.7公里的單線路段。

#### 月台配置
| 月台 | 路線        | 方向        | 目的地                     | 備註                           |
| ---- | ----------- | ----------- | -------------------------- | ------------------------------ |
| 1、2 | 山陰本線    | 上行        | 綾部、西舞鶴、京都方向     | 特急、普通                     |
| 1、2 | 山陰本線    | 下行        | 和田山、豐岡、城崎溫泉方向 | 一部分的普通                   |
| 1、2 | 福知山線    | 福知山線    | 篠山口、寶塚、大阪方向     | 主要為特急                     |
| 3、4 | 山陰本線    | 下行        | 和田山、豐岡 城崎溫泉方向  | 特急、普通                     |
| 3、4 | 福知山線    | 福知山線    | 篠山口、寶塚、大阪方向     | 一部分的特急、丹波路快速、普通 |
| 3、4 | 直通■宮福線 | 直通■宮福線 | 大江、宮津、天橋立方向     | JR線開抵直通的特急             |
| 5    | 福知山線    | 福知山線    | 篠山口、寶塚、大阪方向     | 丹波路快速、普通               |
| 5    | 山陰本線    | 下行        | 和田山、豐岡、城崎溫泉方向 | 一部分的普通列車               |

### 京都丹後鐵道車站
島式月台1面2線的高架車站，位於JR月台的北側。

#### 月台配置
| 月台 | 路線    | 目的地                 | 備註                                  |
| ---- | ------- | ---------------------- | ------------------------------------- |
| 1、2 | ■宮福線 | 大江、宮津、天橋立方向 | 特急『丹後接力』 快速『大江山』・普通 |

配置上的本線為1號月台。

### 北丹鐵道
側式月台1面1線的地面車站，地面時代借用日本國有鐵道福知山站1號月台西側的空間。
北丹鐵道於1974年（昭和49年）廢除，1988年（昭和63年）宮福鐵道（現時京都丹後鐵道）宮福線啟用時為相同地點的相同路線用的月台。

## 使用情況
根據京都府統計書（2007年度以前）與福知山市統計書（2008年度以後），兩間公司1日平均上車人次推移如下表。
| 年度               | 1日平均上車人次 | 1日平均上車人次 |
| 年度               | JR西日本        | 京都丹後鐵道    |
| ------------------ | --------------- | --------------- |
| 1999年（平成11年） | 4,304           | 1,134           |
| 2000年（平成12年） | 4,186           | 1,263           |
| 2001年（平成13年） | 4,052           | 1,197           |
| 2002年（平成14年） | 3,951           | 995             |
| 2003年（平成15年） | 3,992           | 1,027           |
| 2004年（平成16年） | 3,926           | 901             |
| 2005年（平成17年） | 4,019           | 847             |
| 2006年（平成18年） | 3,992           | 800             |
| 2007年（平成19年） | 3,932           | 805             |
| 2008年（平成20年） | 3,913           | 966             |
| 2009年（平成21年） | 3,678           | 1,018           |
| 2010年（平成22年） | 3,715           | 1,055           |
| 2011年（平成23年） | 3,660           | 1,061           |
| 2012年（平成24年） | 3,784           | 1,038           |
| 2013年（平成25年） | 3,751           | 1,085           |
| 2014年（平成26年） | 3,673           | 1,105           |
| 2015年（平成27年） | 3,679           | 1,055           |
| 2016年（平成28年） | 3,783           | 1,033           |
| 2017年（平成29年） | 3,756           | 990             |

## 車站周邊
- 福知山城（福知山市立美術館、郷土資料館）
- 御靈神社（御靈公園内）
- 三段池公園
- 京都銀行 福知山支店
- 京都北都信用金庫福知山中央支店
- 福知山鐵道館Poppo Land（ポッポランド）

## 路線巴士
- 停留所名　「福知山站」
  - 西日本JR巴士

園福線（福知山站～體育館前（長田野工業團地）～菟原～桧山～園部站前）
- 停留所名　「福知山站前」
  - 京都交通

福知山地區全路線以這為起點
福知山線（綾部站前行）、長田野線、堀循環線、室循環線、川北線、小牧線、夜久野線　等
- - 丹後海陸交通

## 历史
- 1904年11月3日 阪鶴鐵道車站開業。
- 1907年8月1日 國有化。
- 1923年9月22日 北丹鐵道開業。
- 1971年3月2日 北丹鐵道休止。1974年廢止。
- 1987年4月1日 國鐵分割民營化後成為JR西日本車站。
- 1988年7月16日 宮福鐵道（現在的北近畿丹後鐵道）宮福線開業。
- 2005年11月26日 福知山站附近JR路線的高架化完成。
- 2009年2月28日 北近畿丹後鐵道所屬的路線高架化完成。

## 相鄰車站
※西日本旅客鐵道的特急『東方白鸛』、『城崎』、『橋立』的相鄰停車站參見列車條目，京都丹後鐵道的特急『丹後接力』、快速『大江山』的相鄰停車站參見路線條目。
西日本旅客鐵道
 山陰本線
■快速、■普通（兩種的所有列車均須在此站轉乘）
石原－福知山－上川口
 福知山線
■丹波路快速（至三田站為止各站停車）、■普通
丹波竹田－福知山
京都丹後鐵道
■宮福線
福知山（F1）－福知山市民醫院口（F2）

### 曾經存在的路線
北丹鐵道（廢線）
北丹鐵道線
福知山－福知山西

## 外部連結
- 福知山｜車站資訊：JR出門網 - 西日本旅客鐵道
- 福知山站 （页面存档备份，存于） - 京都丹後鐵道